# Universidad Youngsan
La universidad Youngsan es una universidad privada al sureste de Corea del Sur.  Su campus principal se ubica en la ciudad de Yangsan, Gyeongsang del sur, cuenta con un campus satélite cerca de Busan, y un "centro de aprendizaje auxiliar" en Seúl.  Youngsan ofrece pregrados en varios campos prácticos, incluyendo estudios internacionales, leyes, negocio asiático, e ingeniería de la información. También ofrece licenciaturas en asuntos legales, administración de turismo hotelero, tecnología de información, inmueble, y enseñanza del inglés como lengua extranjera.

## Historia
La fundación escolar Sungsim (1973)) recibió el permiso para abrir la Universidad de Youngsan en 1996, y abrió el 10 de marzo de 1997.La escuela fue fundada por tanto, como una universidad, lo cual es inusual; la mayoría de las universidades de Corea del sur empezaron su existencia como colegios o escuelas técnicas.  El primer presidente fue Chun-koo Jeong.  La primera relación de hermandad internacional fue establecida más tarde en el mismo año, con la Universidad Internacional de Rusia. La máxima matrícula en aquel tiempo era de 940.  Escuelas de licenciatura estuvieron establecidas hasta 1999.